# Pěčíkov
Pěčíkov (německy Pitschendorf) je malá vesnice, část obce Městečko Trnávka v okrese Svitavy. Nachází se asi 4,5 km na východ od Městečka Trnávky. Prochází zde silnice II/644. V roce 2009 zde bylo evidováno 48 adres. V roce 2011 zde trvale žilo 68 obyvatel.
Pěčíkov je také název katastrálního území o rozloze 4,79 km2. V katastrálním území Pěčíkov leží i Plechtinec.

## Galerie

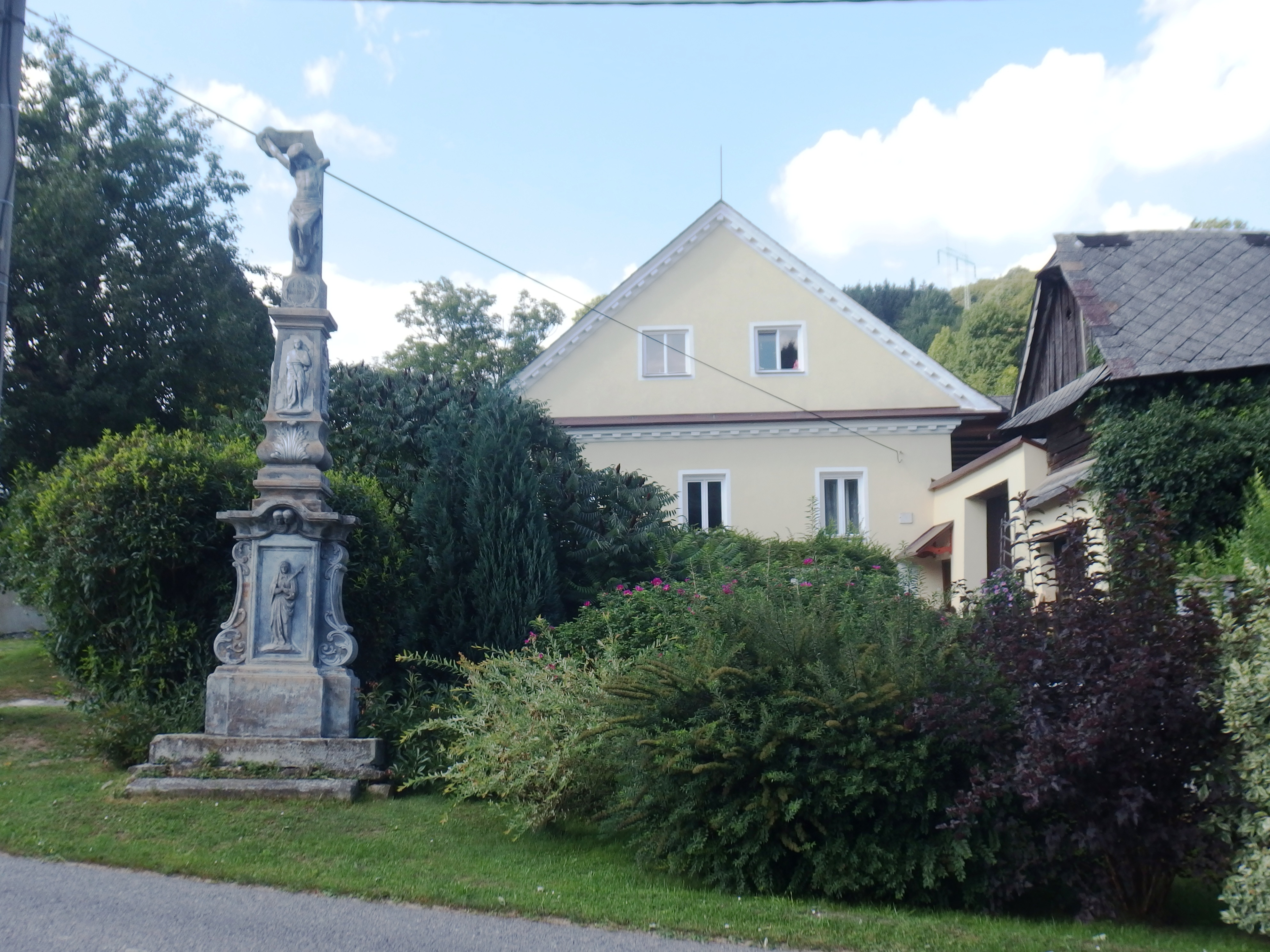
Torzo kříže
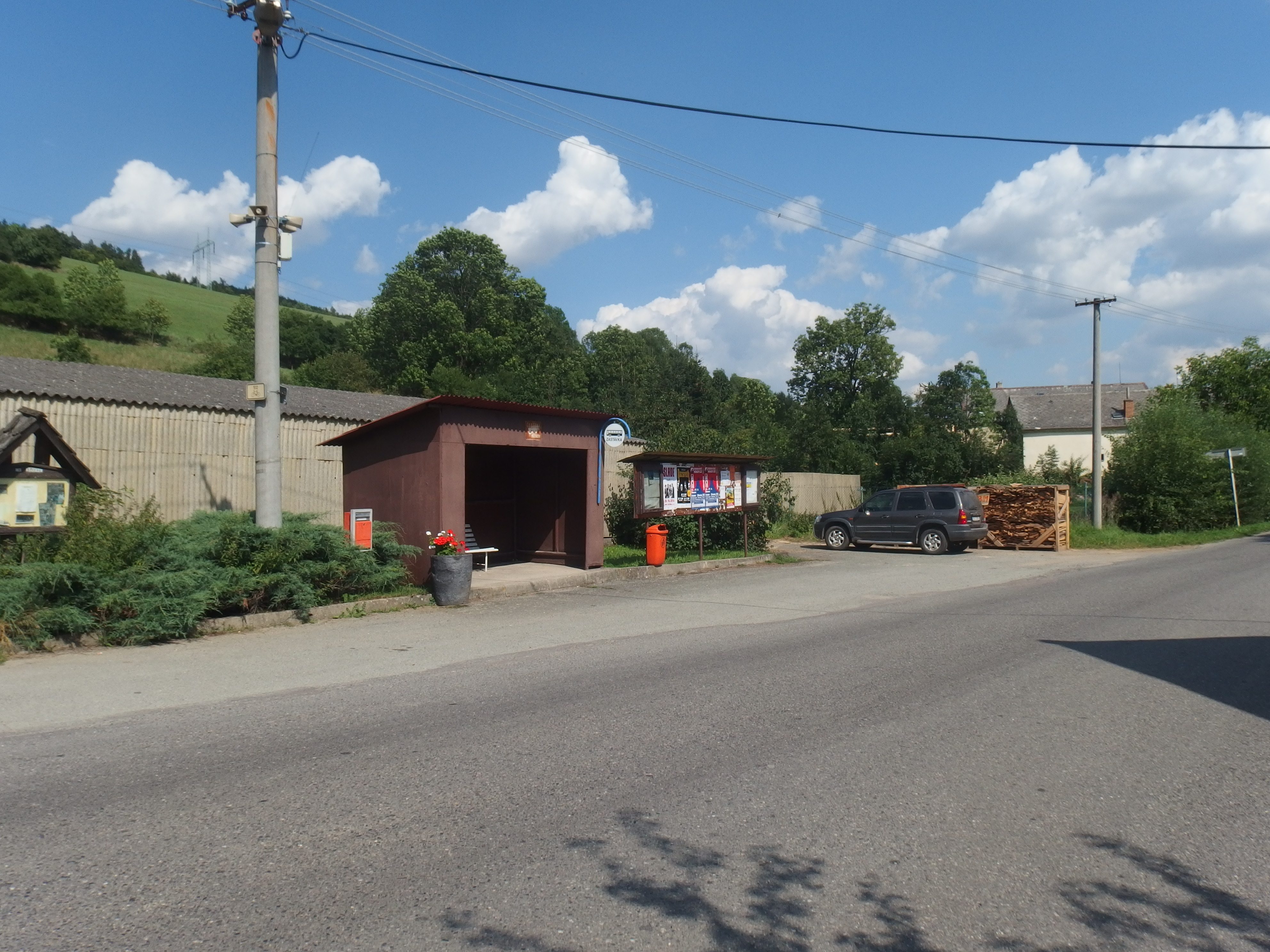
Autobusová zastávka
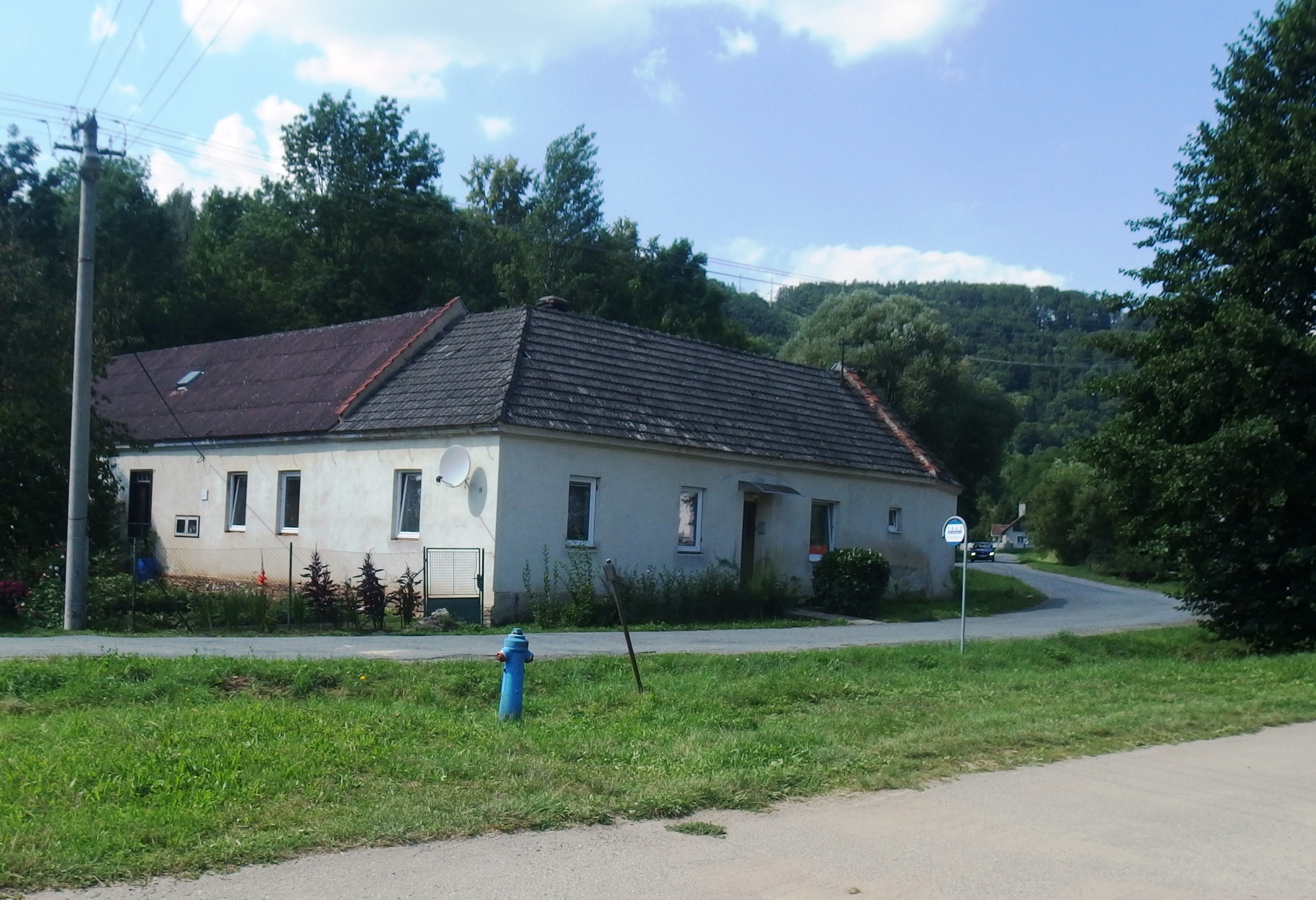
Dům č. p. 1 při silnici do Bohdalova
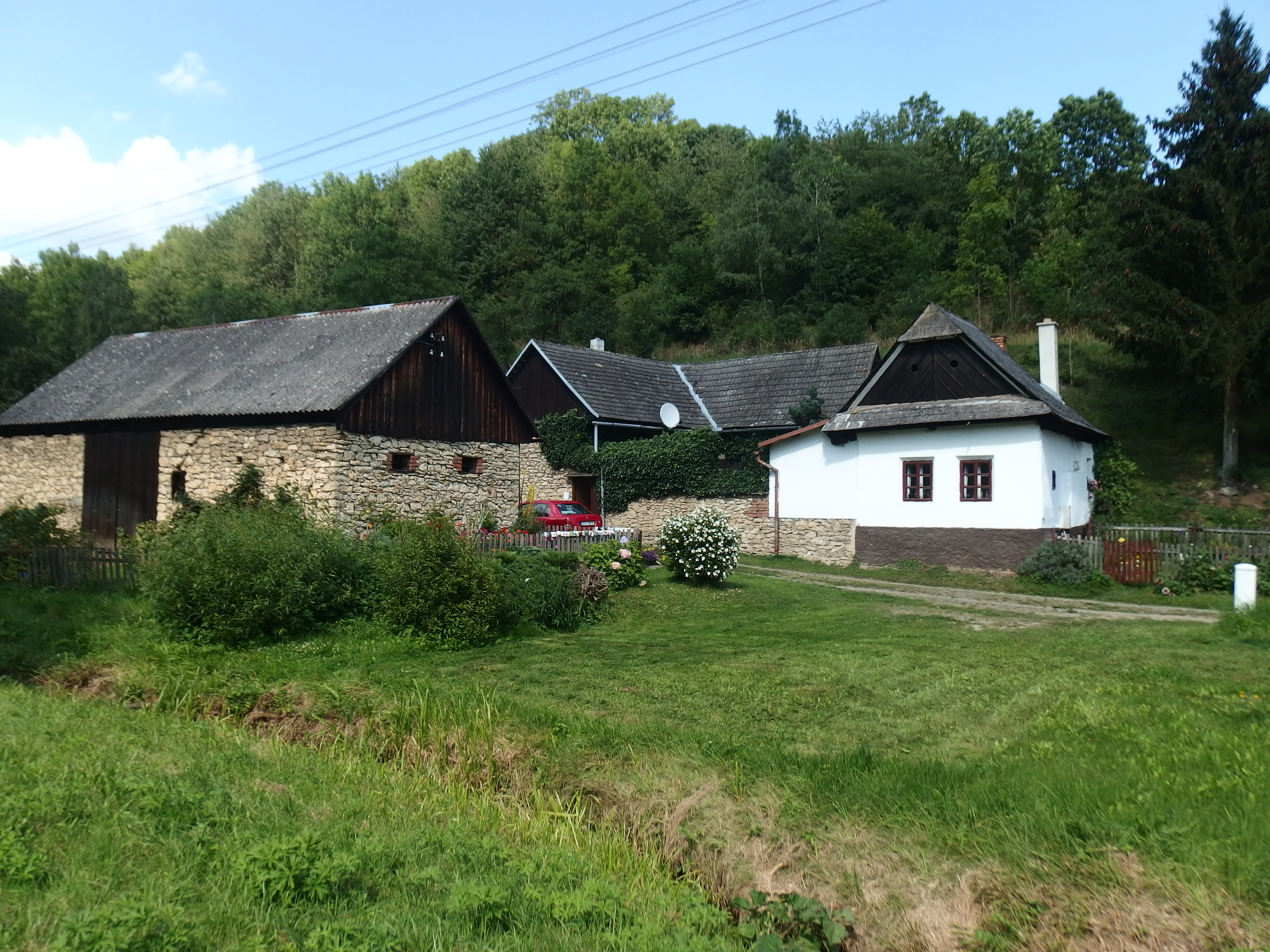
Dům č. p. 4